# Reprezentacja Polski w futbolu amerykańskim mężczyzn
Reprezentacja Polski w futbolu amerykańskim – zespół reprezentujący Rzeczpospolitą Polską w meczach i sportowych imprezach międzynarodowych w futbolu amerykańskim. Reprezentację powołuje selekcjoner, mogą w niej występować wyłącznie zawodnicy posiadający obywatelstwo polskie. Za jej funkcjonowanie odpowiedzialny jest Polski Związek Futbolu Amerykańskiego.

## Historia
Swój pierwszy oficjalny mecz reprezentacja Polski rozegrała w 2013 roku. W halowej odmianie futbolu amerykańskiego Polacy przegrali ze Szwecją 14:27. W 2015 roku reprezentacja Polski po raz pierwszy została zgłoszona do udziału w mistrzostwach Europy – w rundzie kwalifikacyjnej grupy B przegrała z reprezentacją Czech 7:14. Podczas World Games 2017 reprezentacja Polski przegrała w półfinale 2:28 z Francuzami. W meczu o trzecie miejsce Polacy ulegli USA 7:14.
Pierwszym trenerem reprezentacji był Maciej Cetnerowski, od 2015 do 2017 roku funkcję tę pełnił Amerykanin Bradley Arbon.

## Historia spotkań
| Data                 | Przeciwnik  | Stadion                                    | Wynik | Mecz                      |
| -------------------- | ----------- | ------------------------------------------ | ----- | ------------------------- |
| 2 lutego 2013        | Szwecja     | Atlas Arena, Łódź, Polska                  | 14–27 | Arena Football towarzyski |
| 14 września 2013     | Holandia    | Stadion Polonii Warszawa, Warszawa, Polska | 14–37 | towarzyski                |
| 12 września 2015     | Belgia      | Stadion GOSiR, Gdynia, Polska              | 27–20 | towarzyski                |
| 27 września 2015     | Rosja       | Arena Lublin, Lublin, Polska               | 7–0   | towarzyski                |
| 11 października 2015 | Czechy      | Letní stadion, Pardubice, Czechy           | 7–14  | kwal. mistrzostw Europy   |
| 6 sierpnia 2016      | Dania       | COS-OPO Cetniewo, Cetniewo, Polska         | 35–37 | towarzyski                |
| 10 września 2016     | Szwecja     | Stadion MOSiR Ząbki, Ząbki, Polska         | 21–28 | towarzyski                |
| 24 września 2016     | Węgry       | First Field, Székesfehérvár, Węgry         | 22–23 | towarzyski                |
| 8 listopada 2016     | Holandia    | Arena Lublin, Lublin, Polska               | 42-14 | towarzyski                |
| 21 lipca 2017        | Francja     | Stadion Olimpijski, Wrocław, Polska        | 2–28  | World Games               |
| 24 lipca 2017        | USA (USFAF) | Stadion Olimpijski, Wrocław, Polska        | 7–14  | World Games               |
| 16 września 2017     | Szwajcaria  | Arena Lublin, Lublin, Polska               | 13-6  | towarzyski                |

## Osiągnięcia na Mistrzostwach Europy
- 1983: nie uczestniczyła
- 1985: nie uczestniczyła
- 1987: nie uczestniczyła
- 1989: nie uczestniczyła
- 1991: nie uczestniczyła
- 1993: nie uczestniczyła
- 1995: nie uczestniczyła
- 1997: nie uczestniczyła
- 2000: nie uczestniczyła
- 2001: nie uczestniczyła
- 2005: nie uczestniczyła
- 2010: nie uczestniczyła
- 2014: nie uczestniczyła
- 2018: nie zakwalifikowała się

## Osiągnięcia na Mistrzostwach świata
- 1999: nie uczestniczyła
- 2003: nie uczestniczyła
- 2007: nie uczestniczyła
- 2011: nie uczestniczyła
- 2015: nie uczestniczyła

## Osiągnięcia na World Games
- 2005: nie uczestniczyła
- 2017: 4. miejsce